# Communauté de communes du Dunois
Die Communauté de communes du Dunois ist ein ehemaliger französischer Gemeindeverband mit der Rechtsform einer Communauté de communes im Département Eure-et-Loir in der Region Centre-Val de Loire. Der Gemeindeverband wurde am 16. Dezember 2004 gegründet und bestand aus fünf Gemeinden. Der Verwaltungssitz befand sich im Ort Châteaudun.

## Historische Entwicklung
Mit Wirkung vom 1. Januar 2017 fusionierte der Gemeindeverband mit
- Communauté de communes des Trois Rivières sowie
- Communauté de communes des Plaines et Vallées Dunoises

und bildete so die Nachfolgeorganisation Communauté de communes du Grand Châteaudun.

## Ehemalige Mitgliedsgemeinden
1. La Chapelle-du-Noyer
2. Châteaudun
3. Jallans
4. Lanneray
5. Saint-Denis-les-Ponts